# Meteorit Sichote-Aliň

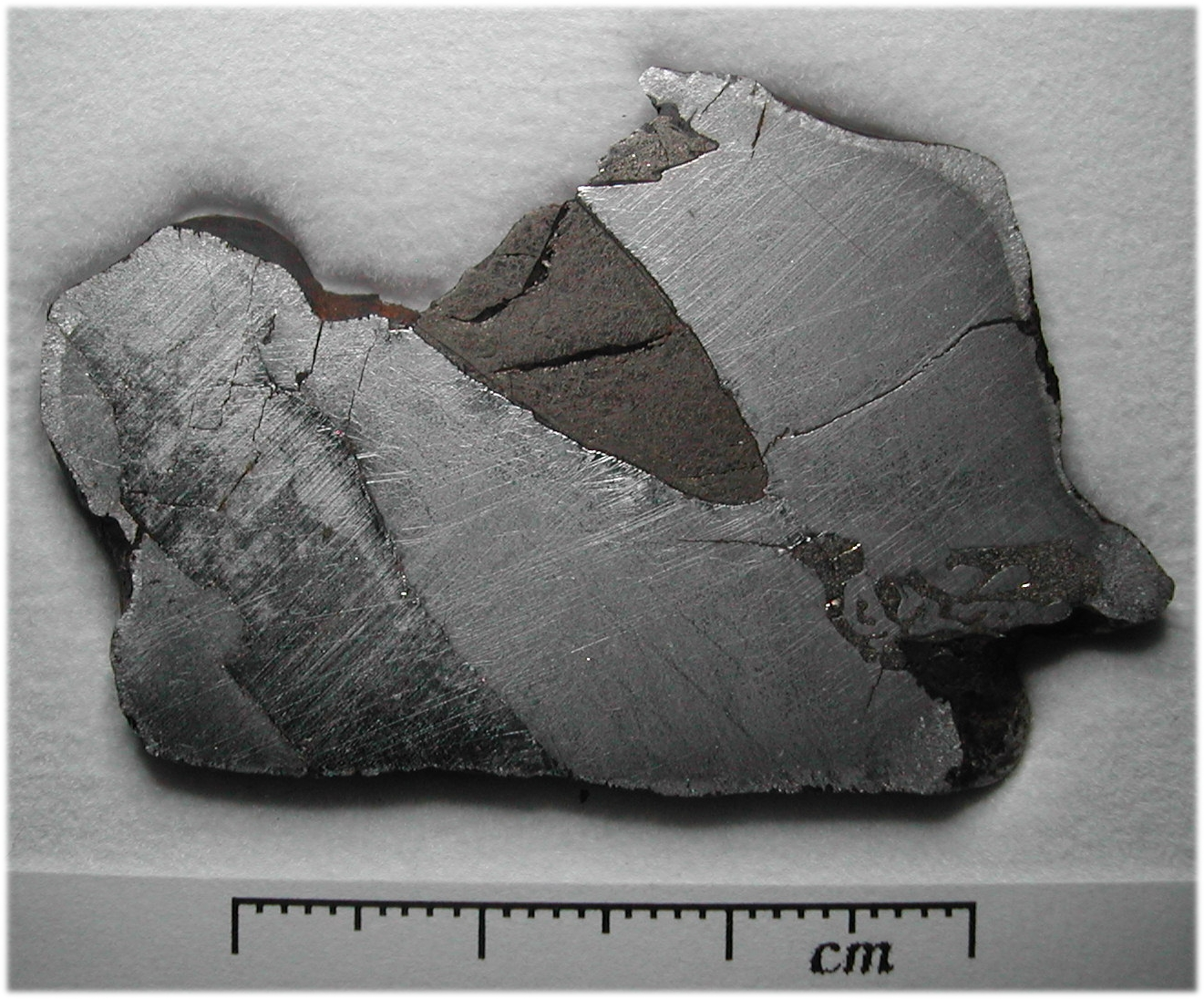
Řez meteoritem s inkluzí troilitu

Železný meteorit Sichote-Aliň spadl v roce 1947 do stejnojmenného pohoří v jihovýchodní části Ruska.
Přestože byli lidé svědky pádu velkého železného meteoritu již dříve, nikdy v zaznamenané historii nebyl pozorován dopad tohoto rozsahu. Šlo o odhadem asi 70 tun vážící meteorit, který přežil ohnivý průlet atmosférou a dopadl na Zemi.

## Dopad

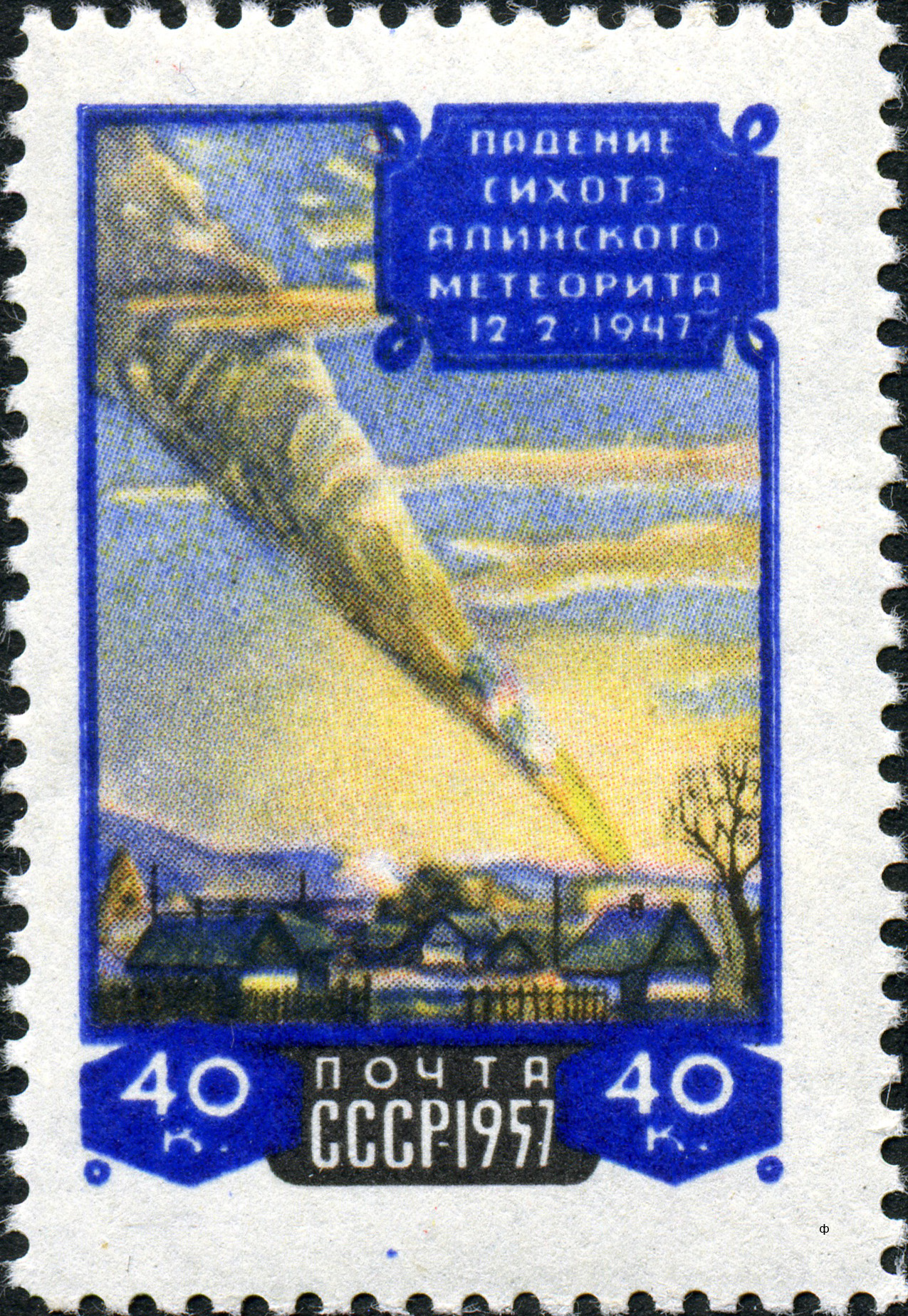
Poštovní známka k 10. výročí. Reprodukce obrazu P. J. Medveděva

Kolem 10:30 12. února 1947 pozorovali očití svědkové v pohoří Sichote-Aliň v Ruské části Sovětského svazu velký bolid jasnější než Slunce, který přilétl ze severu a sestupoval pod úhlem asi 41 stupňů. Jasný záblesk a ohlušující zvuk pádu byly pozorovány 300 km daleko od bodu nárazu nedaleko Lučegorsku a přibližně 440 km severovýchodně u Vladivostoku. Kouřová stopa dlouhá asi 32 km zůstala na obloze po dobu několika hodin.
Objekt vstoupil do atmosféry jako meteor rychlostí asi 14 km za sekundu, začal se rozpadat a fragmenty společně klesaly. V nadmořské výšce asi 5 a půl kilometru došlo podle všeho k výbuchu největších fragmentů.
20. listopadu 1957 vydal Sovětský svaz poštovní známku k 10. výročí pádu meteoritu Sichote-Aliň. Ten reprodukuje obraz od Pjotra Ivanoviče Medveděva, sovětského umělce, který byl svědkem pádu. Seděl u okna a zkoušel namalovat skicu, když se objevila ohnivá koule, takže okamžitě začal kreslit to, co viděl.

## Oběžná dráha
Protože meteorit spadl během dne, byl pozorován mnoha svědky. Hodnocení těchto observačních dat provedl nejprve Vasilij Grigorjevič Fesenkov, poté předseda meteorického výboru Sovětské akademie věd, což vedlo k odhadu oběžné dráhy meteoroidu před tím, než narazil do Země. Tato dráha je elipsa, s bodem největší vzdálenosti od Slunce nacházejícím se v pásu asteroidů, podobně jako mnoho jiných malých těles křižujících oběžnou dráhu Země. Taková dráha byla pravděpodobně vytvořena kolizí v pásu asteroidů.

## Velikost
Sichote-Aliň byl masivní dopad s celkovou velikostí meteoroidu odhadovanou na přibližně 90 000 kilogramů. Novější odhad Cvetkova předpokládá hmotnost kolem 100 000 kilogramů.
Krinov odhadl postatmosférickou hmotnost meteoroidu někde kolem 23 000 kilogramů.

## Rozptýlené pole a krátery
Rozptýlené pole pro tento meteorit tvořilo eliptickou oblast o velikosti 1,3 kilometrů čtverečních. Některé z fragmentů vytvořily krátery, z nichž největší měl 26 metrů v průměru a 6 metrů do hloubky.

## Složení a klasifikace
Sikhote-Aliň je klasifikován jako železný meteorit patřící do chemické skupiny IIAB s hrubou oktaedritovou strukturou. Skládá se z přibližně 93 % železa, 5,9 % niklu, 0,42 % kobaltu, 0,46 % fosforu, 0,28 % síry a stopového množství germania a iridia. Minerály, které jsou přítomny, zahrnují taenit, plessit, troilit, chromit, kamacit, a schreibersit.

## Vzorky
Vzorky meteoritu Sikhote-Aliň jsou v podstatě dvou typů:
1. individuální vzorky, ukazující fúzi kůry a známky atmosférické ablace
2. šrapnelové nebo roztříštěné exempláře, s ostrými hranami roztrhanými kousky kovu, jež vykazují známky násilné fragmentace

První typ byl pravděpodobně oddělen z hlavního tělesa v rané fázi sestupu. Tyto kousky se vyznačují regmaglypty (dutinami připomínajícími otisky palce) na povrchu každého vzorku. Druhým typem jsou fragmenty, které byly buď roztrhány v průběhu atmosférických výbuchů nebo roztříštěné na kusy po nárazu na zmrzlou zemi. Nejvíce jich zřejmě vzniklo důsledkem exploze ve výšce 5,5 km.
Velké exempláře jsou vystaveny v Moskvě. Mnoho dalších úlomků je ve vlastnictví ruské akademie věd a velký počet menších vzorků je k dispozici mezi sběrateli.